# Hinton (Alberta)
Pour les articles homonymes, voir Hinton.
Hinton est une ville (town) du comté de Yellowhead, en Alberta (Canada).

## Démographie
En tant que localité désignée dans le recensement de 2011, Hinton a une population de 9 640 habitants dans 3 781 de ses 4 143 logements, soit une variation de -1,0 % par rapport à a population de 2006. Avec une superficie de 33,77 km2, la ville possède une densité de population de 285,42 hab/km2 en 2011.
Concernant le recensement de 2006, Hinton abritait 9 738 habitants dans 3 676 de ses 3 913 logements. Avec une superficie de 25,758 6 km2, la ville possédait une densité de population de 378,0 hab/km2 en 2006.
| 2001  | 2006  | 2011  | 2016  |
| ----- | ----- | ----- | ----- |
| 9 405 | 9 738 | 9 640 | 9 882 |